# Chris Carpenter (Baseballspieler, 1975)
Christopher „Chris“ John Carpenter (* 27. April 1975 in Exeter, New Hampshire) ist ein ehemaliger US-amerikanischer Pitcher der Major League Baseball. Er spielte von 2004 bis zu seinem Karriereende 2012 für die St. Louis Cardinals.
Carpenter lebt in St. Louis mit seiner Frau und seinen beiden Kindern. Er war Absolvent an der Trinity High School in Manchester.

## Auszeichnungen
- 2004: Players Choice Awards
- 2005: Cy Young Award
- 2009: NL Bullet Rogan Award
- 2009: Tony Conigliaro Award